# Plasco (budova)
Budova Plasco se nacházela v Teheránu, hlavním městě Íránu. Byla postavena v roce 1962, měla 17 podlaží a výšku 42 metrů. 19. ledna 2017 ji v 7:50 zachvátil rozsáhlý požár, který vedl až k jejímu zřícení. V troskách zemřelo 20 lidí.
Tato budova je významná tím, že se jedná teprve o druhou výškovou budovu s ocelovou konstrukcí, která kdy kompletně spadla vlivem požáru. Požární zatížení budovy Plasco bylo kolem 2 GJ/m2, což je poměrně značné zatížení (odpovídá až trojnásobku průměrných kanceláří). Budova Plasco byla projektována na menší požární zatížení. Ocel nebyla potažena protipožární izolací, jak je podobných budov obvyklé (normy v západním světě tuto ochranu vyžadují). Změna obsahu budovy (množství textilu) tak překonala projektovanou protipožární odolnost. Požár současně zuřil ve více patrech nad sebou, což je pro ocelové konstrukce velmi nebezpečné. Přímou příčinou  kolapsu byla nestabilita sloupů vyvolaná ohýbáním a expanzí podlahových nosníků na patrech 10–14, které místy přesáhly teplotu 800 °C.

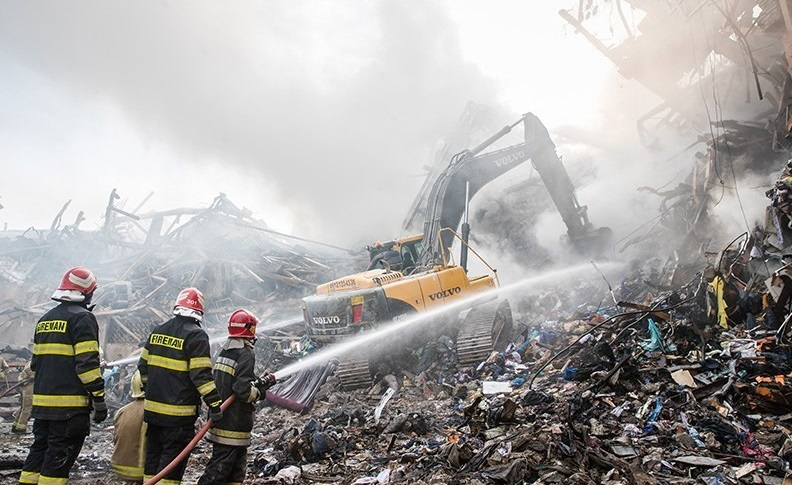
Trosky budovy